# Abudimo
Abudimo (em latim: Abudimus; m. 305) foi um mártir cristão. Foi alvo de tortura durante a perseguição de Diocleciano na ilha de Tênedo antes de morrer. É reconhecido como santo pela Igreja Católica e pela Igreja Ortodoxa com sua festa ocorrendo dia 15 de julho.